# Vermeer (Ausstellung 2023)

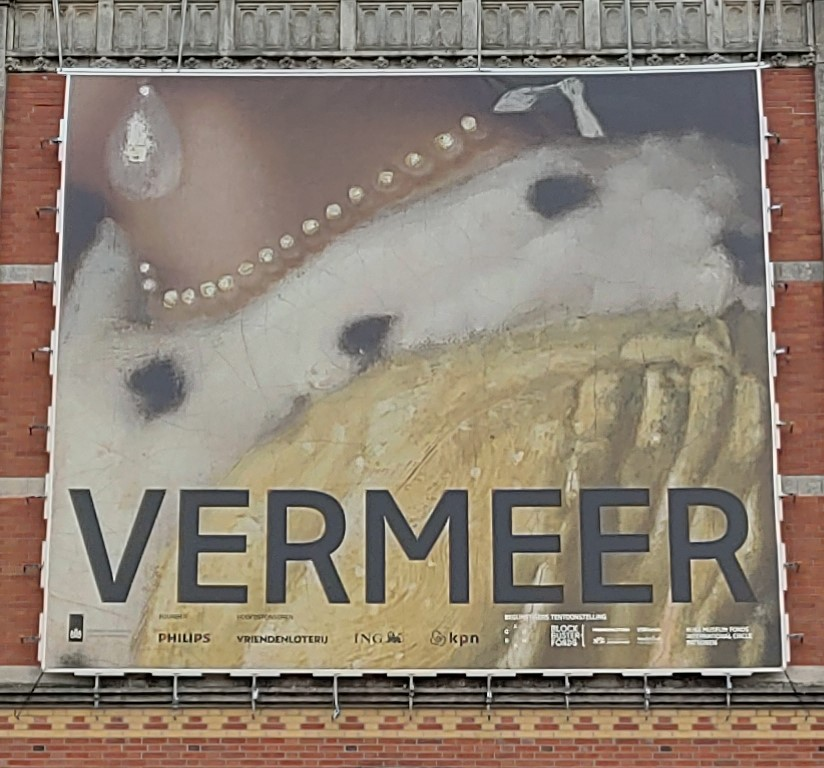
Plakat zur Ausstellung an der Südfassade des Rijksmuseums, Detailansicht des Gemäldes Dame und Dienstmagd

Die Ausstellung Vermeer fand vom 10. Februar bis 4. Juni 2023 im Rijksmuseum Amsterdam statt. Sie zeigte etwa drei Viertel der bekannten Werke des niederländischen Malers Johannes Vermeer und war damit die bisher umfangreichste Werkschau des Künstlers. Einige der gezeigten Werke konnten dabei erstmals im Original direkt miteinander verglichen werden. Zuvor wurden mehrere Gemälde eingehend untersucht und im Rahmen der Schau die neuesten Forschungsergebnisse präsentiert.
Mit rund 650.000 Besuchern war es die bisher meistbesuchte Sonderausstellung des Museums. Entsprechend groß war die internationale Medienberichterstattung, die insgesamt auf die Einmaligkeit der Schau hinwies, aber teilweise auch Kritik an den Besuchermassen und den damit verbundenen Problemen übte.

## Zur Entstehung der Ausstellung
Das Werk von Johannes Vermeer umfasst nur 37 erhaltene Gemälde, die von Kunsthistorikern dem Maler zugeschrieben werden. Diese Werke sind im Besitz von 19 Museen und Privatsammlungen in acht Ländern. Die aus dem 17. Jahrhundert stammenden Bilder werden nur selten in größerer Zahl ausgeliehen, da sie besonders wertvoll sind und zu den Höhepunkten der jeweiligen Sammlungen gehören. Teilweise verhindern konservatorische oder rechtliche Gründe die Ausleihe der Bilder. Vor diesem Hintergrund sind größere Ausstellungen zu Vermeer die Ausnahme.
Eine monografische Ausstellung fand erstmalig 1995–1996 statt, als in der National Gallery of Art in Washington, D.C. und im Mauritshuis in Den Haag 23 Gemälde Vermeers zu sehen waren. Andere Ausstellungen zeigten Vermeers Werke bisher im Umfeld seiner zeitgenössischen Malerkollegen. Hierzu gehörte beispielsweise die besonders umfangreiche Ausstellung Vermeer and the Delft School, die 2001 in der Londoner National Gallery und im New Yorker Metropolitan Museum of Art 15 beziehungsweise 16 Gemälde Vermeers zeigen konnte. Ulrike Knöfel wies im Nachrichtenmagazin Der Spiegel darauf hin, dass Vermeer seit 2003 durch den Spielfilm Das Mädchen mit dem Perlenohrring mit Scarlett Johansson in der Titelrolle und Colin Firth als Vermeer populärer geworden sei. Erst im 20. Jahrhundert sei Vermeer zu den großen Namen der niederländischen Barockkünstler aufgestiegen.
Die Idee zur Amsterdamer Vermeer-Ausstellung 2023 entstand, als bekannt wurde, dass die New Yorker Frick Collection wegen Sanierungsarbeiten für mehrere Jahre geschlossen wird. Die drei dort beheimateten Vermeer-Gemälde werden sonst üblicherweise nicht ausgeliehen und standen nun zusammen für eine Leihgabe zur Verfügung. Das Amsterdamer Rijksmuseum, das selbst vier Werke Vermeers besitzt, konnte zudem die Museumskollegen im Mauritshuis in Den Haag von einer Leihgabe ihrer drei Vermeer-Werke überzeugen, sodass allein durch diese drei Museen bereits zehn Werke für die Ausstellung gesichert waren.
Vor diesem Hintergrund erklärten sich zahlreiche weitere Museen zur Leihgabe bereit. Darunter befanden sich Museen, die nur ein Gemälde von Vermeer besitzen, wie das Städel in Frankfurt am Main, die National Gallery of Ireland in Dublin, die Scottish National Gallery in Edinburgh und das Nationalmuseum für westliche Kunst in Tokio, das ein Vermeer-Gemälde als Dauerleihgabe besitzt. Hinzu kamen die Londoner National Gallery, die Berliner Gemäldegalerie und die Dresdner Gemäldegalerie Alte Meister, die jeweils beide in ihrem Besitz befindlichen Gemälde in die Amsterdamer Ausstellung liehen. Die National Gallery of Art in Washington, D.C. verlieh sogar ihre vier Gemälde des Künstlers, wobei beim Bild Mädchen mit Flöte die Urheberschaft Vermeers umstritten ist. Angezweifelt wird die Urheberschaft teils auch beim Bild Die heilige Praxedis aus Tokio und beim Gemälde Junge Frau am Virginal aus der Privatsammlung The Leiden Collection. Die Organisatoren der Amsterdamer Ausstellung erklärten diese Bilder alle zu authentischen Werken Vermeers.
Zu den Vermeer-Werken, die nicht ausgeliehen werden konnten, gehörte das Gemälde Das Konzert aus dem Isabella Stewart Gardner Museum, das 1990 gestohlen wurde und seitdem verschollen ist. Ferner durften das Bildnis eines jungen Mädchens und das Gemälde Schlafendes Mädchen aus dem Metropolitan Museum of Art in New York nicht ausgeliehen werden. Ihr jeweiliger Stifter hatte dies durch eine Verfügung untersagt.
Andere Gemälde wurden aus konservatorischen Gründen nicht ausgeliehen:
- Das Herzog Anton Ulrich-Museum in Braunschweig hatte sein Werk Das Mädchen mit dem Weinglas noch 2021–2022 zur Vermeer-Ausstellung in Dresden ausgeliehen.[13] Im Jahr 2023 wollte es aus konservatorischen Gründen das Bild nicht ausleihen.[14]
- Ebenfalls konservatorische Gründe nannte das Kunsthistorische Museum Wien, dessen Gemälde Die Malkunst nicht nach Amsterdam reisen durfte. Hierzu gab es Pressemeldungen, die darüber hinaus rechtliche Gründe anführten, da zu diesem Gemälde Restitutionsansprüche strittig seien.[15]
- Auch die Gemälde Die Gitarrenspielerin (Kenwood House, London), Die Musikstunde (Royal Collection, London) und Junge Frau mit Wasserkanne am Fenster (Metropolitan Museum of Art, New York) konnten aus konservatorischen Gründen nicht ausgeliehen werden. Zudem stand das Bild Der Astronom aus dem Pariser Louvre nicht zur Verfügung, da es bereits für eine parallel stattfindende Ausstellung im Louvre Abu Dhabi vorgesehen war.[12]

Im Vorfeld der Ausstellung sprach der Chefkurator des Rijksmuseums in Amsterdam mit dem Südwestrundfunk. Er wies auf ein spezielles Scan-Verfahren hin, mit dem beispielsweise im Gemälde Das Milchmädchen unter einer Malschicht im Hintergrund ein Regal mit Kannen entdeckt wurde. Die Kunsthistoriker des Rijksmuseums untersuchten ferner, gemeinsam mit Experten vom Mauritshuis und von der Universität Antwerpen, zwei der drei Gemälde aus der Frick Collection. Sie stellten erhebliche Veränderungen in den Werken fest, „die Rückschlüsse auf seine Arbeitsweise, seinen künstlerischen Entscheidungsprozess und seine Suche nach der perfekten Komposition erlauben.“ Weitere materialtechnische Untersuchungen fanden im Vorfeld der Ausstellung an Gemälden des Metropolitan Museum of Art, des Kunsthistorischen Museums in Wien, der Dresdner Gemäldegalerie, der National Gallery of Art in Washington, D.C. und der Leiden Collection statt.

## Liste der ausgestellten Werke
In der Ausstellung waren drei Viertel der Gemälde des heute bekannten Gesamtwerkes von Vermeer zu sehen. Die Urheberschaft Vermeers ist jedoch bei einigen dieser Werke umstritten. So hatte die National Gallery of Art in Washington erst im Oktober 2022 darauf hingewiesen, das in ihrer Sammlung befindliche Gemälde Mädchen mit Flöte habe nicht Vermeer gemalt, sondern es stamme von einer unbekannten Person aus seiner Werkstatt. Das Rijksmuseum in Amsterdam gab Ende 2022 hingegen bekannt, dass nach sorgfältiger wissenschaftlicher und vergleichender Forschung drei in Frage stehende Gemälde – darunter das Bild Mädchen mit Flöte – als eigenständige Werke Vermeers anerkannt würden. Das mit dem Katalog zur Ausstellung veröffentlichte Werkverzeichnis brachte eine neue Sortierung der Gemälde Vermeers von Nummer 1 bis Nummer 37 hervor. Diese Werkverzeichnisnummern (WV-Nr.) waren zugleich die Katalognummern der in der Ausstellung gezeigten Werke. Da nicht alle Werke in der Ausstellung zu sehen waren, ergab sich hierdurch keine fortlaufende Nummerierung der in der Ausstellung gezeigten Gemälde.
Nicht alle 28 Werke waren während der gesamten Ausstellung zu sehen. Das sehr populäre Gemälde Das Mädchen mit dem Perlenohrring wurde nur die ersten Wochen bis zum 30. März 2023 zusammen mit den anderen Werken gezeigt und kehrte danach ins Mauritshuis in Den Haag zurück. Die in der nachfolgenden Liste angegebenen Bildtitel entsprechen dem deutschsprachigen Katalog zur Ausstellung.
| WV-Nr. | Bild | Titel                                            | Datierung    | Material, Format                 | Sammlung, Ort                                                                   |
| ------ | ---- | ------------------------------------------------ | ------------ | -------------------------------- | ------------------------------------------------------------------------------- |
| 1      |      | Christus im Haus von Maria und Martha            | um 1654–1655 | Öl auf Leinwand 158,5 × 141,5 cm | Scottish National Gallery, Edinburgh                                            |
| 2      |      | Die Heilige Praxedis                             | 1655         | Öl auf Leinwand 101,6 × 82,6 cm  | Nationalmuseum für westliche Kunst, Tokio (Dauerleihgabe der Kufu Company Inc.) |
| 3      |      | Diana und ihre Nymphen                           | um 1655–1656 | Öl auf Leinwand 97,8 × 104,6 cm  | Mauritshuis, Den Haag                                                           |
| 4      |      | Bei der Kupplerin                                | 1656         | Öl auf Leinwand 143 × 130 cm     | Gemäldegalerie Alte Meister, Dresden                                            |
| 6      |      | Brieflesendes Mädchen am offenen Fenster         | um 1657–1658 | Öl auf Leinwand 83 × 64,5 cm     | Gemäldegalerie Alte Meister, Dresden                                            |
| 7      |      | Der Soldat und das lachende Mädchen              | um 1657–1658 | Öl auf Leinwand 50,5 × 46 cm     | Frick Collection, New York                                                      |
| 8      |      | Das Milchmädchen                                 | um 1658–1659 | Öl auf Leinwand 45,5 × 41 cm     | Rijksmuseum, Amsterdam                                                          |
| 9      |      | Ansicht von Häusern in Delft (Die kleine Straße) | um 1657–1658 | Öl auf Leinwand 54,3 × 44 cm     | Rijksmuseum, Amsterdam                                                          |
| 10     |      | Ansicht von Delft                                | um 1660–1661 | Öl auf Leinwand 96,5 × 115,7 cm  | Mauritshuis, Den Haag                                                           |
| 11     |      | Herr und Dame beim Wein (Das Glas Wein)          | um 1659–1661 | Öl auf Leinwand 67,7 × 79,6 cm   | Gemäldegalerie, Berlin                                                          |
| 12     |      | Die unterbrochene Musikstunde                    | um 1659–1661 | Öl auf Leinwand 39,4 × 44,5 cm   | Frick Collection, New York                                                      |
| 15     |      | Briefleserin in Blau                             | um 1662–1664 | Öl auf Leinwand 46,5 × 39 cm     | Rijksmuseum, Amsterdam                                                          |
| 18     |      | Die Lautenspielerin                              | um 1662–1664 | Öl auf Leinwand 51,4 × 45,7 cm   | Metropolitan Museum of Art, New York                                            |
| 19     |      | Junge Dame mit Perlenhalsband                    | um 1662–1664 | Öl auf Leinwand 56,1 × 47,4 cm   | Gemäldegalerie, Berlin                                                          |
| 20     |      | Frau mit Waage                                   | um 1662–1664 | Öl auf Leinwand 39,7 × 35,5 cm   | National Gallery of Art, Washington, D.C.                                       |
| 21     |      | Briefschreiberin in Gelb                         | um 1664–1667 | Öl auf Leinwand 45 × 39,9 cm     | National Gallery of Art, Washington, D.C.                                       |
| 22     |      | Dame und Dienstmagd                              | um 1664–1667 | Öl auf Leinwand 90,2 × 78,7 cm   | Frick Collection, New York                                                      |
| 23     |      | Mädchen mit Flöte                                | um 1664–1667 | Öl auf Holz 20 × 17,8 cm         | National Gallery of Art, Washington, D.C.                                       |
| 24     |      | Mädchen mit rotem Hut                            | um 1664–1667 | Öl auf Holz 22,8 × 18 cm         | National Gallery of Art, Washington, D.C.                                       |
| 25     |      | Das Mädchen mit dem Perlenohrring                | um 1664–1667 | Öl auf Leinwand 44,5 × 39 cm     | Mauritshuis, Den Haag                                                           |
| 27     |      | Die Spitzenklöpplerin                            | um 1666–1668 | Öl auf Leinwand 24,5 × 21 cm     | Louvre, Paris                                                                   |
| 30     |      | Der Geograf                                      | 1669         | Öl auf Leinwand 51,6 × 45,4 cm   | Städel, Frankfurt am Main                                                       |
| 31     |      | Der Liebesbrief                                  | um 1669–1670 | Öl auf Leinwand 44 × 38,5 cm     | Rijksmuseum, Amsterdam                                                          |
| 32     |      | Allegorie des katholischen Glaubens              | um 1670–1674 | Öl auf Leinwand 114,3 × 88,9 cm  | Metropolitan Museum of Art, New York                                            |
| 33     |      | Stehende Virginalspielerin                       | um 1670–1672 | Öl auf Leinwand 51,7 × 45,2 cm   | National Gallery, London                                                        |
| 34     |      | Sitzende Virginalspielerin                       | um 1670–1672 | Öl auf Leinwand 51,5 × 45,5 cm   | National Gallery, London                                                        |
| 35     |      | Briefschreiberin und Dienstmagd                  | um 1670–1672 | Öl auf Leinwand 71,1 × 60,5 cm   | National Gallery of Ireland, Dublin                                             |
| 37     |      | Frau am Virginal                                 | um 1670–1672 | Öl auf Leinwand 25,5 × 20,1 cm   | The Leiden Collection, New York                                                 |

## Präsentation der Werke im Rijksmuseum
Während an der Hauptfassade des Rijksmuseums die Vermeer-Ausstellung mit zwei großformatigen Detailansichten der Gemälde Mädchen mit rotem Hut und Das Milchmädchen beworben wurde, zierte die rückwärtige Südseite eine Detailansicht des Gemäldes Dame mit Dienstmagd und Brief. Die Ausstellung selbst fand im rückseitigen Anbau des Philipsvleugel (Philips-Flügel) statt. Die dortigen Ausstellungsräume hatte der französische Architekt und Designer Jean-Michel Wilmotte gestaltet. Die Wände der zehn Kabinette waren in den sanft getönten Farben Burgund/Mauve, Waldgrün und Nachtblau gestrichen und zudem mit raumhohen Samtvorhängen dekoriert. Die Aufteilung der 28 Bilder auf die verschiedenen Räume erfolgte nicht chronologisch, sondern nach Themen gruppiert. So gab es beispielsweise im ersten Ausstellungsraum lediglich die beiden Ansichten von Delft zu sehen. Der Kritiker Stefan Koldehoff lobte diese Form der Präsentation im Deutschlandfunk: „Die Schau im Amsterdamer Rijksmuseum setzt die Werke gekonnt in Szene“.

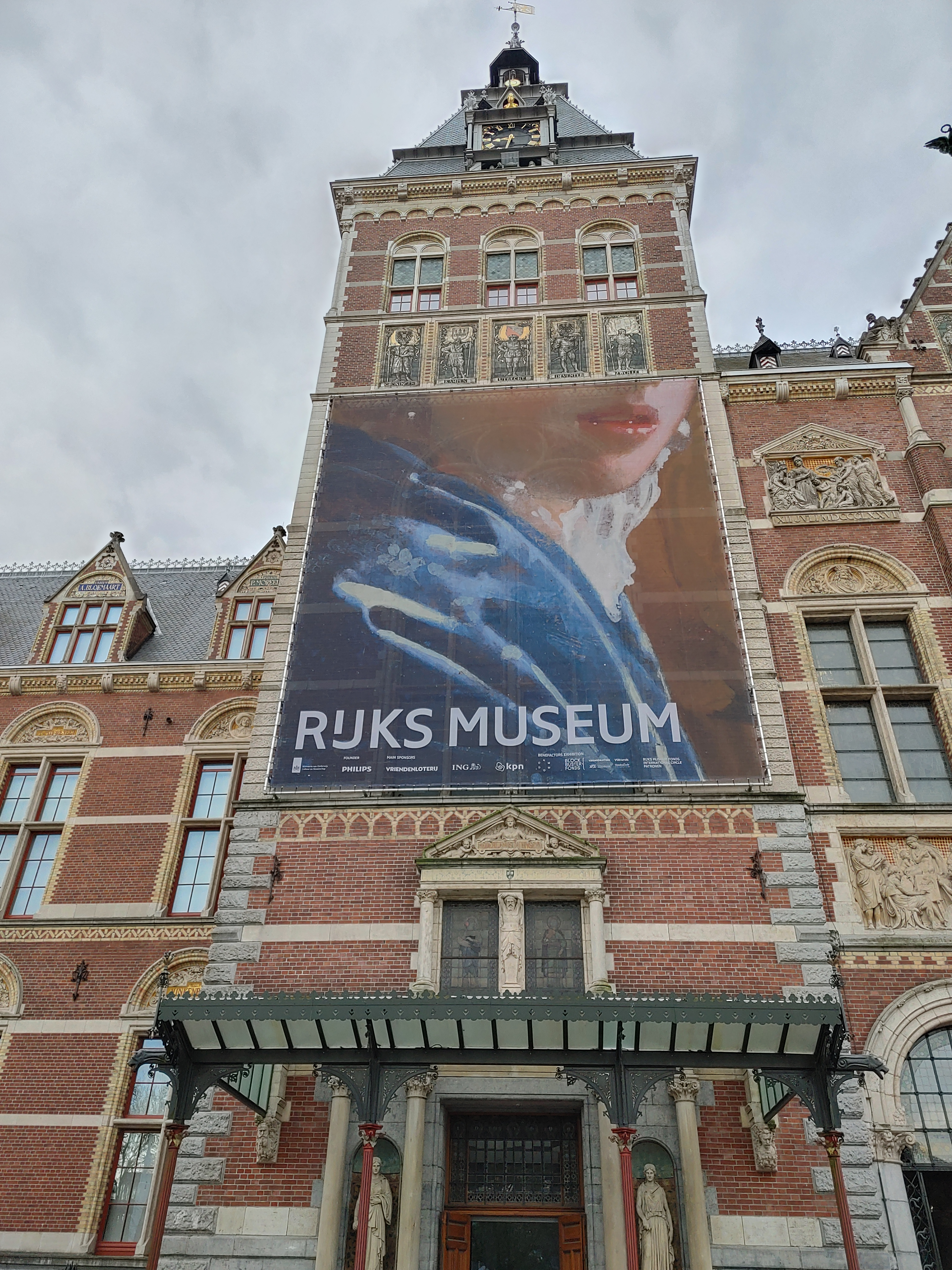
Nordfassade des Museums mit Plakat zur Ausstellung, Detail des Gemäldes Mädchen mit rotem Hut
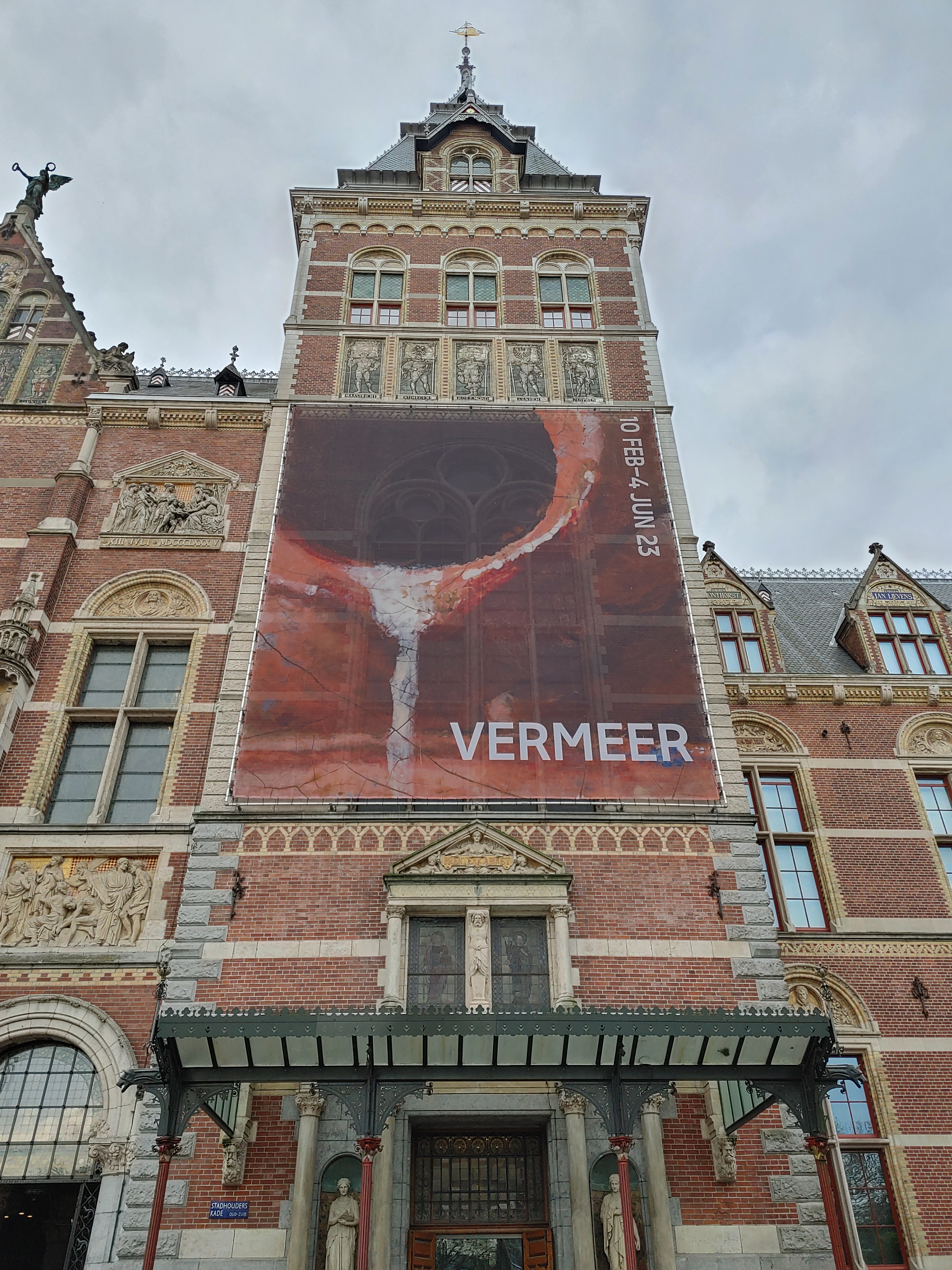
Nordfassade des Museums mit Plakat zur Ausstellung, Detail des Gemäldes Das Milchmädchen
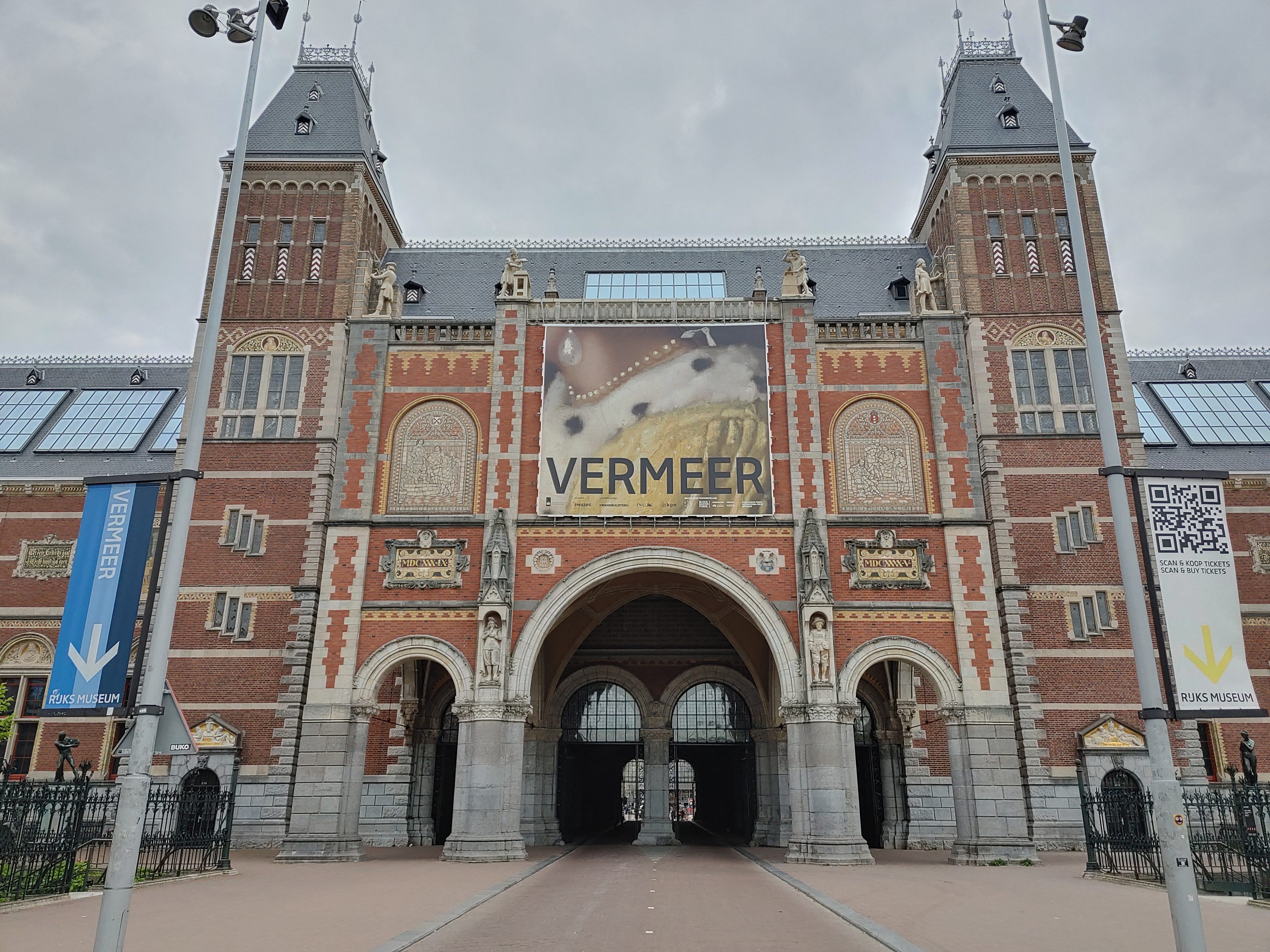
Südfassade des Museums mit Plakat zur Ausstellung, Detail des Gemäldes Dame mit Dienstmagd und Brief
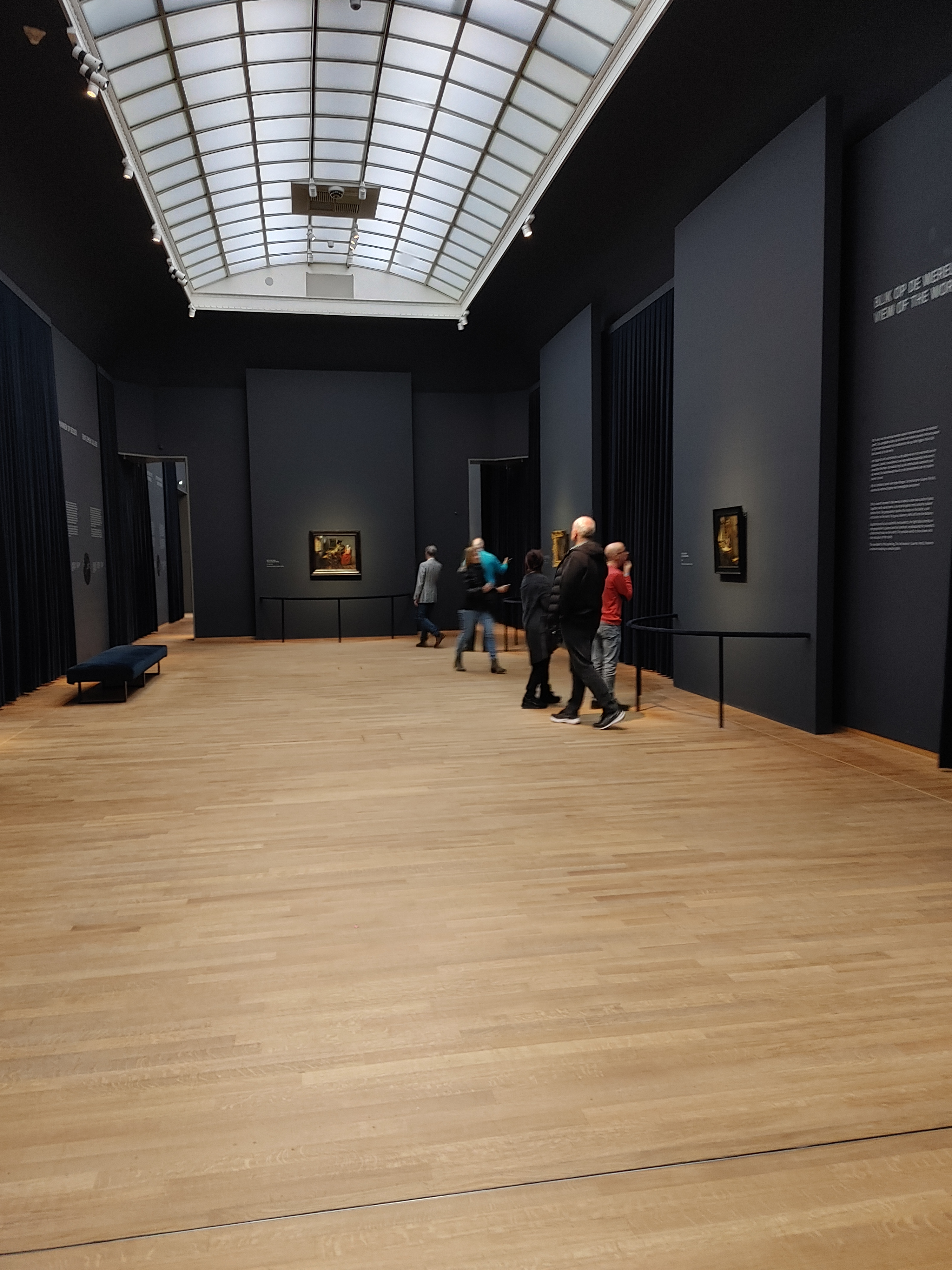
Nahezu leerer Ausstellungsraum morgens kurz nach Eröffnung
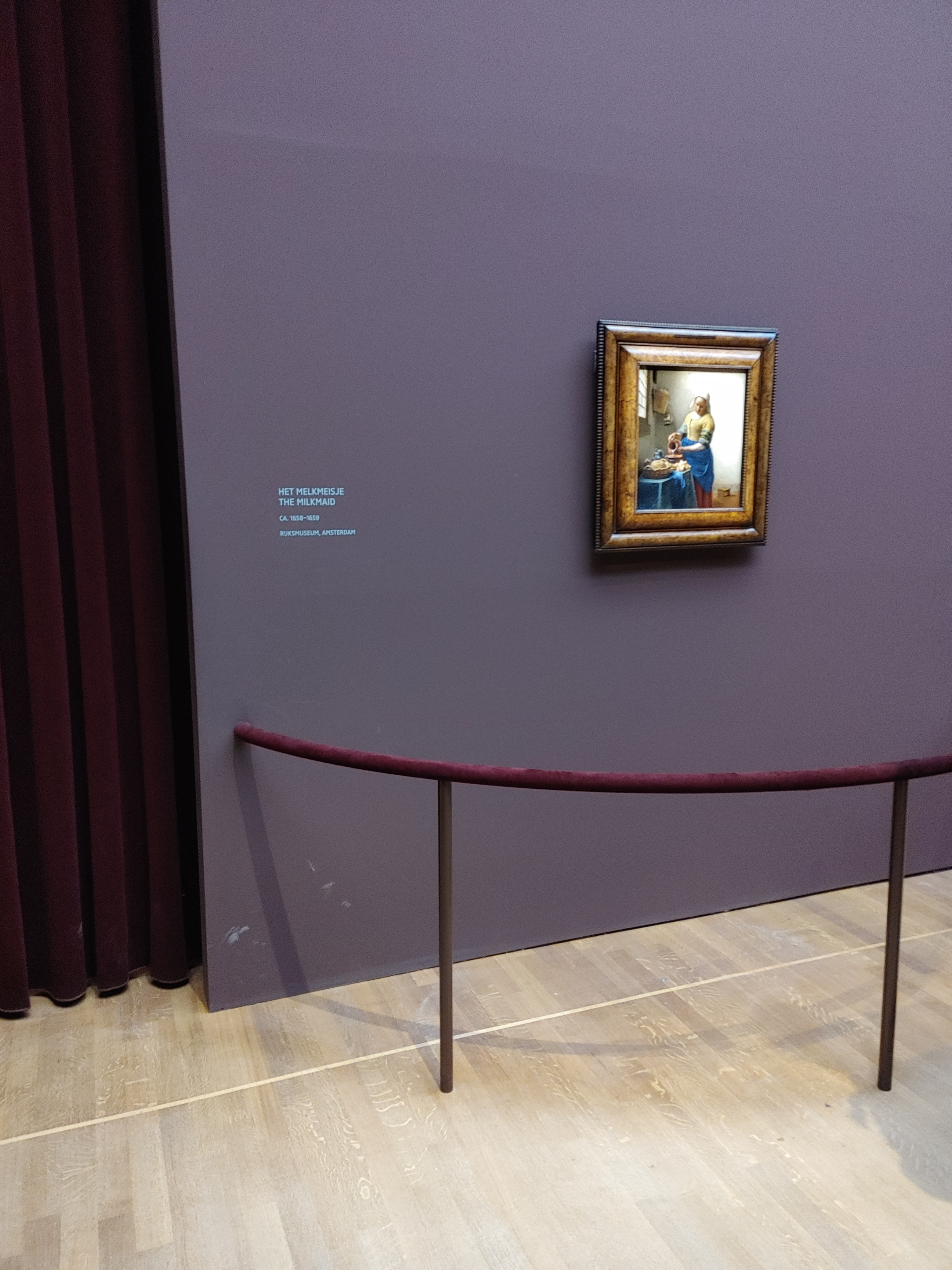
Abstandshalter vor den Kunstwerken, Blick auf das Gemälde Das Milchmädchen
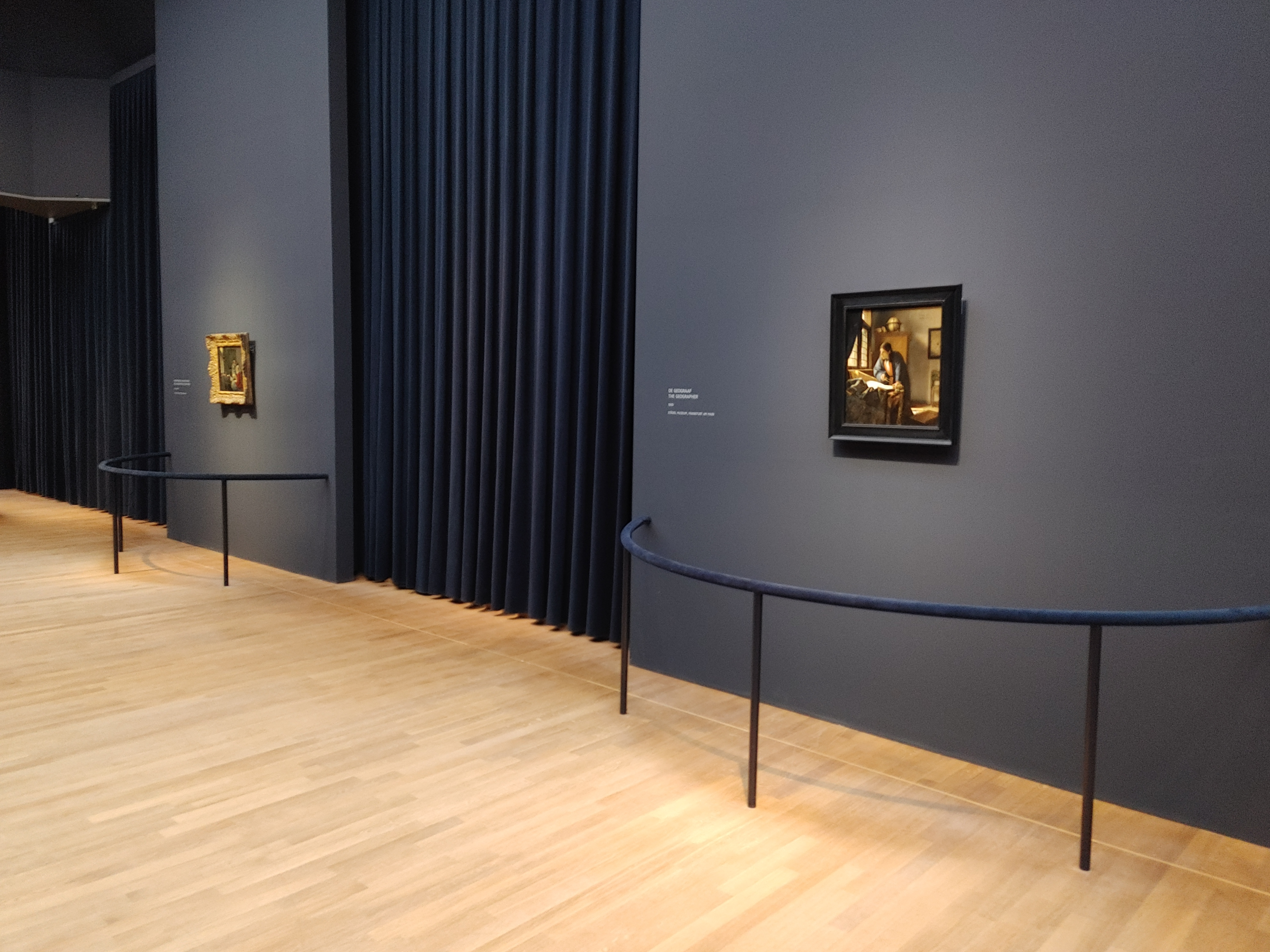
Raumgestaltung mit farbigen Wänden und Vorhängen, im Vordergrund das Gemälde Der Geograf

## Medienresonanz und Besucherströme
Durch ihre Einzigartigkeit als bisher größte Vermeer-Schau erfuhr die Ausstellung ein besonders umfangreiches Medienecho. Entsprechend groß war das Interesse an Eintrittskarten. Kritiker lobten das „aussergewöhnliche Ausstellungsereignis“, die „Schau der Superlative“, eine „kleine Sensation“, eine „kunsthistorische Sensation“, gar „eine Weltsensation“, zumindest aber eine „gigantische Vermeer-Schau“, wenn nicht gar „die Ausstellung des Jahres“. Der Deutschlandfunk berichtete, dass auch die Fachwelt entzückt sei, und Stefan Koldehoff stellte fest, dass Vermeers Gemälde „Kunstliebhaber in Verzückung“ versetzten. Jonathan Jones zeigte sich in der britischen Zeitung The Guardian ebenfalls voll des Lobes: „This is an exhibition to die for. This is more than an exhibition, it’s a miracle.“ (Das ist eine Ausstellung zum Sterben. Das ist mehr als eine Ausstellung, es ist ein Wunder.) Er hob hervor, dass der Blick auf Vermeer nach der Ausstellung ein anderer sei.
Die Amsterdamer Vermeer-Ausstellung löste einen „riesigen Besucheransturm aus“. Bereits vor der Ausstellungseröffnung wurden 200.000 Tickets verkauft. Drei Tage nach der Eröffnung waren alle 450.000 mit Zeitfenster versehenen Tickets für den Zeitraum bis zum Ausstellungsende am 4. Juni ausverkauft. Zeitweise war wegen des weltweiten Interesses die Museumswebsite blockiert. Mit täglich verlängerten Öffnungszeiten konnten schließlich weitere Eintrittskarten zur Verfügung gestellt werden, so dass bis zum Schluss rund 650.000 Menschen Einlass in die Vermeer-Schau fanden.
Die Besucher kamen aus 119 Ländern. Davon stammten 55 Prozent aus den Niederlanden, 7,7 Prozent aus Frankreich, je 7,2 Prozent aus Deutschland und dem Vereinigten Königreich und 6,3 Prozent aus den Vereinigten Staaten. Die zahlreichen Kulturtouristen trugen jedoch auch zum Overtourism in Amsterdam bei, wie Ulrike Knöfel im Spiegel feststellte. Die Fülle an Menschen war auch innerhalb der Ausstellung zu spüren. So stellte Bernhard Schulz im Berliner Tagesspiegel fest: „wer eine Karte ergattert, sieht trotzdem vor allem eines: Hinterköpfe“. Gleichzeitig bekannte er: „Und dann – erliegt man am Ende doch dem Zauber des Originals.“ Zu den bekanntesten Besuchern der Ausstellung gehörten der französische Präsident Emmanuel Macron und seine Frau Brigitte, die sich während ihres Staatsbesuches in den Niederlanden zusammen mit König Willem-Alexander, Königin Máxima und Ministerpräsident Mark Rutte am 12. April 2023 die Ausstellung ansahen.

## Ausstellungskatalog, Onlineausstellung und Film zur Ausstellung
Der Katalog zur Ausstellung erschien in niederländischer, englischer und deutscher Sprache. Er wurde von den beiden am Rijksmuseum Amsterdam tätigen Kunsthistorikern Pieter Roelofs und Gregor J. M. Weber herausgegeben. Neben einem Vorwort des Museumsdirektors Taco Dibbits enthält der Katalog eine Reihe von Aufsätzen der beiden Herausgeber und von weiteren Kunsthistorikern. So steuerte Pieter Roelofs die Beiträge Johannes Vermeer (Delft 1632–1675). Einfach meisterhaft, Vermeer näherkommen. Ein Einblick in das Haus des Delfter Malers und seiner Familie, In die Stadt und Vermeers Tronien. Ein verbindender Blick nach außen bei, während Gregor J. M. Weber die Artikel Vermeers Bilderwelt, Fenster. Bindeglieder zwischen drinnen und draußen, Mit Abstand und Ganz nah verfasste. Hinzu kamen die Aufsätze Frühe Ambitionen. Vermeers Weg von der Bibel zum Bordell von Christian Tico Seifert, Modische Eindringlinge von Ariane van Suchtelen, Musikalische Versuchung von Bart Cornelis, Briefe. Die Außenwelt im Innern von Marjorie E. Wieseman, Die ganze Welt im Zimmer von Friederike Schütt und Ambitionen zum ewigen Ruhm von Sabine Pénot. Zudem enthält der Band ein von Bente Frissen aktualisiertes Vermeer-Werkverzeichnis.
Für alle Interessierten stellte das Rijksmuseum darüber hinaus eine Online-Ausstellung zur Verfügung. Unter dem Titel Closer to Vermeer (Näher zu Vermeer) sind alle Gemälde des Künstlers in detaillierter Nahaufnahme zu sehen. Weiterhin entstand unter der Regie von David Bickerstaff der 90-minütige Dokumentarfilm Vermeer: The Greatest Exhibition, der im Rahmen der Reihe Exhibitions on the Screen in 300 Kinos in Großbritannien zu sehen war. Ein zweiter Dokumentarfilm unter der Regie von Suzanne Raes mit dem Titel Vermeer – Reise ins Licht startete am 9. November 2023 in Kinos in Deutschland. Darüber hinaus entstand für das niederländische Fernsehen der Beitrag De Nieuwe Vermeer.